# Malerens atelier
Malerens atelier (fransk: L'Atelier du peintre) er et oliemaleri fra 1855 af den franske maler Gustave Courbet. Billedets fulde titel er: Malerens atelier: en virkelig allegori over en syv års fase i mit kunstneriske (og moralske) liv  (L’Atelier du peintre. Allégorie Réelle déterminant une phase de sept années de ma vie artistique (et morale)). Billedet er udstillet på Musée d'Orsay, Paris.
Det fremstiller Courbet selv siddende med pensler og palet foran et landskabsmaleri på et staffeli. Han er omgivet af forskellige figurer: en nøgen kvinde, en lille dreng med en hund, og to menneskegrupper på hver side, som delvis er i skygge. Figurerne er allegorier, som har påvirket Courbets kunstneriske og politiske udvikling.
Til venstre i billedet fremstilles mennesker fra alle sociale samfundslag, med Napoleon III i forgrunden, siddende midt mod Courbet og fremstillet som en tyv i forklædning. Et kranium på en avis henviser til de kritikere, som havde ignoreret Courbet og realismen, og på gulvet ligger resterne efter den romantiske kunst i form af en guitar og en bredskygget hat. Gemt i skyggerne bag lærredet skimtes en model i klassisk positur, som symboliserer den akademiske kunsttradition, som Courbet foragtede. I billedets centrum arbejder Courbet på et landskabsmaleri med motiv fra hans hjemby Ornans, mens han bliver iagttaget af uskylden (den lille dreng) og sandheden (den nøgne kvinde), som begge interesseret betragter kunstnerens værk. I gruppen til højre ser vi kunstnerens venner og meningsfæller som forfatterne George Sand og Charles Baudelaire, Champfleury samt anarkisten Pierre-Joseph Proudhon.
Malerens atelier var fra Courbets side ment både som et angreb på Napoleon IIIs totalitære regime, og som en kritikk af Parisersalonen , den dominerende institution i tidens kunstliv. Det er også en af grundene til maleriets monumentale størrelse:  næsten seks meter bredt. Courbet ville udstille Malerens atelier på Verdensudstillingen i Paris i 1855, men billet blev afvist af juryen. Courbet opførte da sin en egen udstillingspavillon vis à vis den officielle udstillingshal for at vise maleriet for publikum. Det foregriber den senere Salon des Refusés, som igen bliver anset for at være den europæiske avantgardes fødsel i kunsthistorisk sammenhæng.
Malerens atelier siges at være inspireret af Velázquez' maleri Las Meninas, og billedet inspirerede  nogle af Edouard Manets tidlige værker.